# Kırkpınar, Selim
Kırkpınar là một xã thuộc huyện Selim, tỉnh Kars, Thổ Nhĩ Kỳ. Dân số thời điểm năm 2010 là 459 người.